# Mistrzostwa Panamerykańskie w Judo 2002
Mistrzostwa panamerykańskie odbywały się w dniach 8-10 listopada 2002 roku w Santo Domingo. W tabeli medalowej tryumfowali judocy z Kuby.

## Klasyfikacja medalowa
Gospodarz zawodów został zaznaczony kolorem.
| Miejsce | Państwo           |    |    |    | Razem |
| ------- | ----------------- | -- | -- | -- | ----- |
| 1       | Kuba              | 10 | 4  | 2  | 16    |
| 2       | Brazylia          | 2  | 5  | 8  | 15    |
| 3       | Stany Zjednoczone | 2  | 2  | 6  | 10    |
| 4       | Kanada            | 1  | 2  | 6  | 9     |
| 5       | Dominikana        | 1  | 1  | 3  | 5     |
| 6       | Wenezuela         | 1  | 1  | 1  | 3     |
| 7       | Argentyna         | 1  | 0  | 3  | 4     |
| 8       | Ekwador           | 0  | 1  | 1  | 2     |
| .       | Meksyk            | 0  | 1  | 1  | 2     |
| 10      | Meksyk            | 0  | 1  | 0  | 1     |
| 11      | Nikaragua         | 0  | 1  | 0  | 1     |
| 12      | Chile             | 0  | 0  | 1  | 1     |
| .       | Kolumbia          | 0  | 0  | 1  | 1     |
| .       | Haiti             | 0  | 0  | 1  | 1     |
| .       | Honduras          | 0  | 0  | 1  | 1     |
| .       | Portoryko         | 0  | 0  | 1  | 1     |
| Razem   | Razem             | 18 | 18 | 36 | 72    |

## Medaliści

### Mężczyźni
| Konkurencja: | Złoto:             | Srebro:            | Brąz:                                 |
| −55 kg       | Javier Guédez      | Boris López        | Adriano Yamamoto Félix Franco         |
| −60 kg       | Taylor Takata      | Modesto Lara       | Miguel Albarracín Leonides Mena       |
| −66 kg       | Yordanis Arencibia | Henrique Guimarães | Alex Ottiano Juan Jacinto             |
| −73 kg       | Chuck Jefferson    | Luiz Camilo        | Rubert Martínez Jean-François Marceau |
| −81 kg       | Ariel Sganga       | Gabriel Arteaga    | Rick Hawn Flávio Canto                |
| −90 kg       | Yosvane Despaigne  | Brian Olson        | José Vicbart Geraldino Gabriel Lama   |
| −100 kg      | Nicolas Gill       | Oreidis Despaigne  | Michael Barnes Luciano Corrêa         |
| ponad 100 kg | Daniel Hernandes   | Rigoberto Trujillo | John Serbin Trevor McAlpine           |
| Open         | Daniel Hernandes   | Rigoberto Trujillo | Joel Brutus Luiz Maroul               |

### Kobiety
| Konkurencja: | Złoto:              | Srebro:               | Brąz:                                |
| −44 kg       | Yarelis Suero       | Xóchitl Aráuz         | Erika Damasceno Johana Brizuela      |
| −48 kg       | Suislay Jay         | Carolyne Lepage       | Taciana Cesar Lisseth Orozco         |
| −52 kg       | Amarilis Savón      | Charlee Minkin        | Cátia Maia Aminata Sall              |
| −57 kg       | Yurisleidys Lupetey | Tânia Ferreira        | Michelle Buckingham Ellen Wilson     |
| −63 kg       | Anaysis Hernández   | Érica Moraes          | Roxana García Daniela Krukower       |
| −70 kg       | Sibelis Veranes     | Marie-Hélène Chisholm | Cristina Sebastião Elizabeth Copes   |
| −78 kg       | Yurisel Laborde     | Rosângela Conceição   | Jill Collins Jacynthe Maloney        |
| ponad 78 kg  | Daima Beltrán       | Vanessa Zambotti      | Carmen Chalá Olia Berger             |
| Open         | Daima Beltrán       | Giovanna Blanco       | Rosângela Conceição Vanessa Zambotti |